# M
 Denne artikel omhandler det latinske bogstav "M". Opslagsordet har også en anden betydning, se M (film).
M, m er det 13. bogstav i det latinske alfabet. Den tilhører gruppen vi kalder konsonanter.

## Andre betydninger
Tegnet M har mange betydninger.
1. m er forkortelse for SI-længdeenheden meter
2. m er forkortelse for præfikset milli.
3. M er forkortelse for præfikset mega.
4. M er romertallet for 1000.
5. M har været partibogstav for Centrum-Demokraterne og Minoritetspartiet. Fra 2022 er det partibogstav for Moderaterne.
6. M for Metro.
7. M er en film instrueret af Fritz Lang.
8. M! er et tidsskrift for mænd.
9. M, fiktiv person fra James Bond-universet